# アフガン (乳児用品)

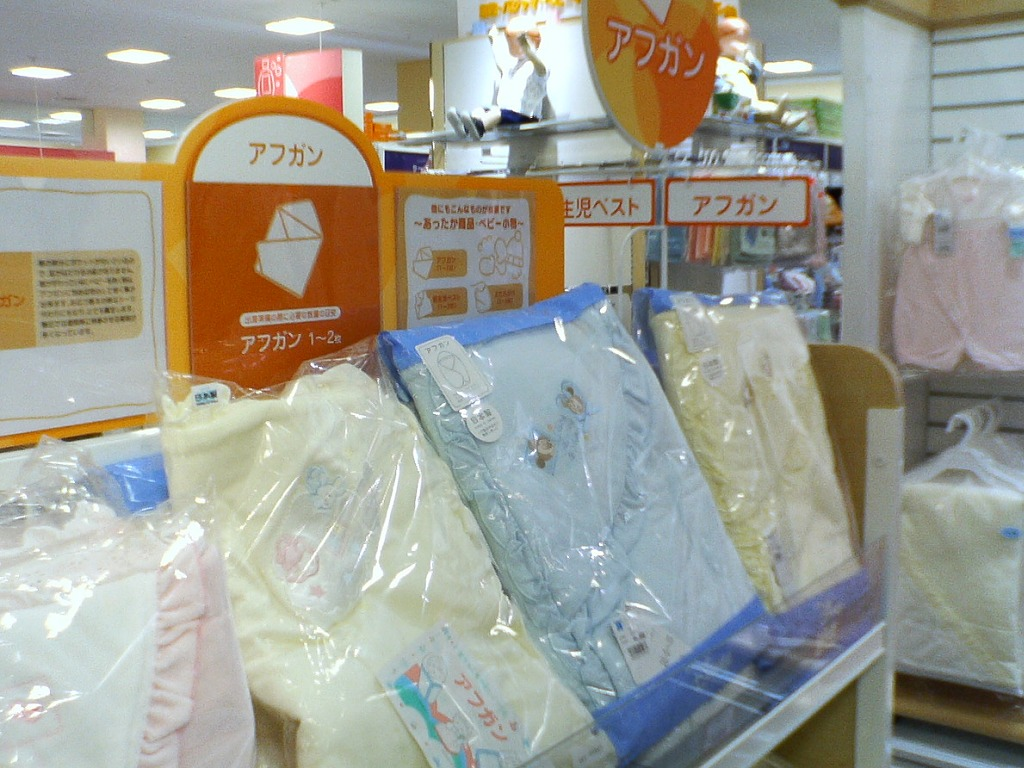
現代におけるスワドリング商品（おくるみを施すための専用品）の代表的一つともいえるアフガンの売り場。

アフガン (afghan) は、おくるみ（スワドル）用を主目的とする布製品の一種である。多くは正方形である。

## 概要
材質はガーゼ地、木綿地、タオル地などさまざまな種類がある。基本的に手触りが良く、汗を吸いやすいよう吸水性の高い生地が使われる。用途はさまざまで、抱っこする時は、正方形の対角線上に赤ちゃんを寝かせ、三方の隅を体の側に折り返して抱っこすることが多い。また寝んねの際のタオルケットとしたり、外出の際乳母車に乗る赤ちゃんにかける毛布のような役割をこなすこともある。大きさは体のサイズに合わせて多くの種類が売られているが、だいたい一辺60センチメートル〜90センチメートルの正方形であることが多い。

## 名称
国のアフガニスタンと関連があるとも言われるが、詳細はよく分かっていない。アフガニスタンおよび近隣諸国では旧来、手編みの一種であるアフガン編みという技術が存在していた。棒針の先端が鉤状をしたアフガン針で立体的な編み物を織り上げるのが特徴である。伸縮性に富み、完成品は膝掛けや毛布代わりに使われてきた。

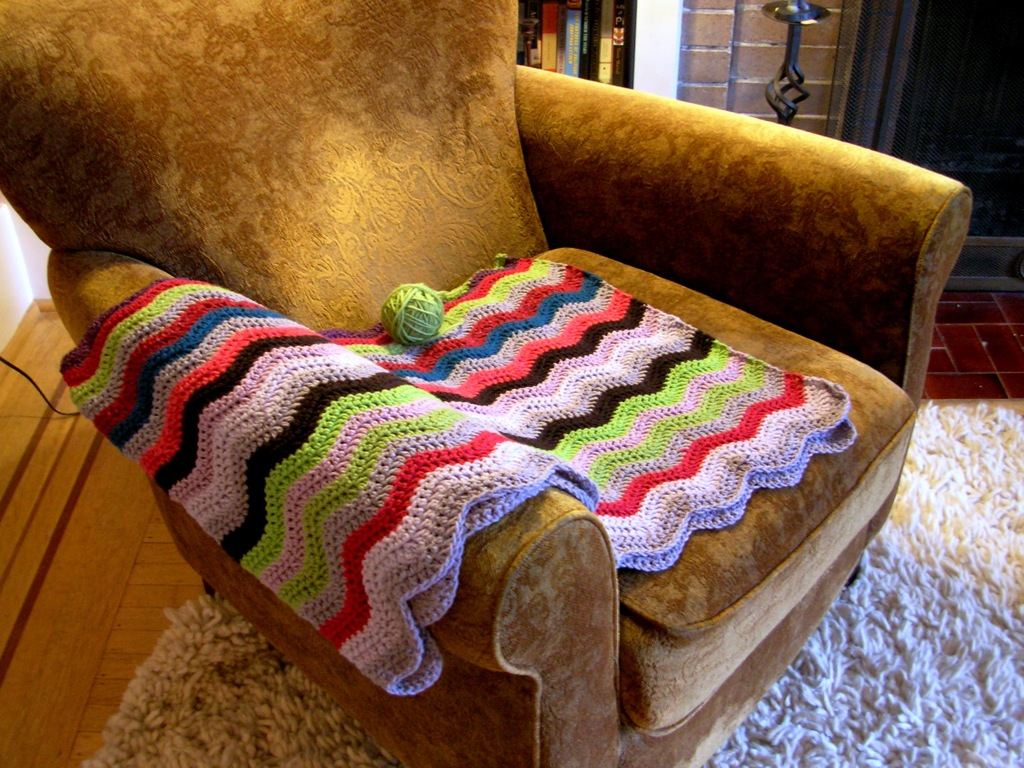
アフガン編みのアフガンブランケット

ただ、アフガニスタン伝統のアフガン編みでは羊毛を使うのが基本で、ベビー用品のアフガンとは基本的に材質が異なることから、関係ないとの説もある。いずれにせよ、アフガン編みそのものがベビー用品として伝わったというより、何らかの変遷を経てベビー用品の名称として残ったとも考えられる。